# Arquebisbat de Bangkok
L'arquebisbat de Bangkok (tailandès: อัครสังฆมณฑลกรุงเทพฯ; llatí: Archidioecesis Bangkokensis) és una seu metropolitana de l'Església catòlica. El 2012 tenia 115.945 batejats al voltant de 13.226.721 habitants. Actualment és dirigida per l'arquebisbe cardenal Francis Xavier Kriengsak Kovithavanij.

## Territori
L'arxidiòcesi comprèn la ciutat de Bangkok i les províncies tailandeses d'Ayutthaya, Nakhon Pathom, Nonthaburi, Pathum Thani, Samut Prakan, Samut Sakhon i Suphanburi. A més, la part oest del riu Bang Pa Kong de la província de Chachoengsao i el districte d'Amphoe Ban Na de la província de Nakhon Nayok també pertany a la diòcesi.
La seu arxiepiscopal és la ciutat de Bangkok, on es troba la catedral de l'Assumpció de la Santíssima Verge Maria.
El territori s'estén sobre 18.831 km², i està dividit en 54 parròquies.

## Història
Els primers missioners que arribaren a Siam van ser els jesuïtes i els dominics en el transcurs del segle xvi. Però va ser sobretot va ser amb l'arribada de la Societat per les Missions Exteriors de París que la missió va poder adquirir una certa estabilitat, tot i que estava establerta des de 1662 a Ayutthaya, capital del regne homònim. Amb el breu el Papa Climent IX va sotmetre la missió de Siam al vicariat apostòlic de Nanquín (avui arxidiòcesi).
El vicariat apostòlic de Siam va ser erigit en 1673.
En 1840 es va incorporar el territori de la diòcesi suprimida de Malacca, que havia estat confiada al Vicariat Apostòlic d'Ava i Pegu (avui Arquebisbat de Yangon).
El 10 de setembre de 1841, a causa del breu Universi dominici gregis del papa Gregori XVI va donar el territori corresponent a la diòcesi suprimida de Malacca en benefici de l'erecció del vicarato apostòlic de Siam Occidental (del qual prové l'arxidiòcesi de Singapur) i, al mateix temps va assumir la nom del Vicariat Apostòlic de Siam Oriental.
Els límits del Vicariat Apostòlic de Siam es van establir el 24 d'agost de 1870 amb el breu Ecclesiae Universae del Papa Pius IX.
El 4 de maig de 1899 va donar una part del seu territori per a la creació del vicariat apostòlic de Laos (avui arxidiòcesi de Tèrah i Nonseng).
El 3 de desembre de 1924 va canviar de nou el nom a favor de Vicariat Apostòlic de Bangkok.
El 30 de juny de 1930, l'11 de maig de 1944 i el 17 novembre 1959 va donar a altres parts del territori per a la creació, respectivament, de les missió sui iuris de Ratchaaburi, del vicariat apostòlic de Chanthaburi i de la prefectura apostòlica de Chiang-Mai (avui respectivament diòcesis de Ratchaburi, Chanthaburi i de Chiang Mai).
El 18 de desembre de 1965 el vicariat apostòlic va ser elevat al rang d'arxidiòcesi metropolitana amb la butlla Qui in fastigio del Papa Pau VI.
El 2 de setembre de 1967 va cedir una porció addicional del territori per a la creació de la diòcesi de Nakhon Sawan- (avui bisbat de Nakhon Sawan).

## Cronologia episcopal
- Louis Laneau, M.E.P. † (4 de juliol de 1669 - 16 de març de 1696 mort)
- Louis Champion de Cicé, M.E.P.[2] † (19 de gener de 1700 - 1 d'abril de 1727 mort)
- Jean-Jacques Tessier de Quéralay, M.E.P.[3] † (1 d'abril de 1727 - 27 de setembre de 1736 mort)
- Jean de Lolière-Puycontat, M.E.P. † (28 d'agost de 1738 - 8 de desembre de 1755 mort)
- Pierre Brigot, M.E.P. † (8 de desembre de 1755 - 30 de setembre de 1776 nomenat vicari apostòlic de Verapoly)
- Olivier-Simon Le Bon, M.E.P. † (30 de setembre de 1776 - 27 d'octubre de 1780 mort)
- Joseph-Louis Coudé, M.E.P.[4] † (15 de gener de 1782 - 8 de gener de 1785 mort)
- Arnaud-Antoine Garnault, M.E.P. † (10 de març de 1786 - 4 de març de 1811 mort)
- Esprit-Marie-Joseph Florens, M.E.P. † (4 de març de 1811 - 30 de març de 1834 mort)
- Jean-Paul-Hilaire-Michel Courvezy, M.E.P. † (30 de març de 1834 - 10 de setembre de 1841 nomenat vicari apostòlic de Malacca-Singapur)
- Jean-Baptiste Pallegoix, M.E.P. † (10 de setembre de 1841 - 18 de juny de 1862 mort)
- Ferdinand-Aimé-Augustin-Joseph Dupond, M.E.P. † (9 de setembre de 1864 - 11 de desembre de 1872 mort)
- Jean-Louis Vey, M.E.P. † (30 de juliol de 1875 - 21 de febrer de 1909 mort)
- René-Marie-Joseph Perros, M.E.P. † (17 de setembre de 1909 - 12 de juliol de 1947 jubilat)
- Louis-August Chorin, M.E.P. † (10 de juliol de 1947 - 29 d'abril de 1965 mort)
- Joseph Khiamsun Nittayo † (29 d'abril de 1965 - 18 de desembre de 1972 renuncià)
- Michael Michai Kitbunchu (18 de desembre de 1972 - 14 de maig de 2009 jubilat)
- Francis Xavier Kriengsak Kovithavanij, des del 14 de maig de 2009

## Estadístiques
A finals del 2012, la diòcesi tenia 115.945 batejats sobre una població de 13.226.721 persones, equivalent al 0,9% del total.
| any  | població | població   | població | sacerdots | sacerdots       | sacerdots       | sacerdots             | diàques | religiosos | religiosos | parroquies |
| ---- | -------- | ---------- | -------- | --------- | --------------- | --------------- | --------------------- | ------- | ---------- | ---------- | ---------- |
| any  | batejats | total      | %        | total     | clergat secular | clergat regular | batejats por sacerdot | diàques | homes      | dones      |            |
| 1969 | 45.550   | 6.656.577  | 0,7      | 81        | 52              | 29              | 562                   |         | 84         | 439        | 29         |
| 1980 | 60.000   | 7.816.000  | 0,8      | 121       | 46              | 75              | 495                   |         | 176        | 463        | 39         |
| 1990 | 66.963   | 11.387.000 | 0,6      | 164       | 87              | 77              | 408                   |         | 195        | 445        | 45         |
| 1999 | 78.825   | 12.001.721 | 0,7      | 183       | 102             | 81              | 430                   |         | 212        | 541        | 47         |
| 2000 | 76.391   | 13.065.565 | 0,6      | 194       | 113             | 81              | 393                   |         | 230        | 500        | 49         |
| 2001 | 79.015   | 12.000.000 | 0,7      | 207       | 119             | 88              | 381                   |         | 234        | 520        | 51         |
| 2002 | 81.646   | 12.398.000 | 0,7      | 208       | 121             | 87              | 392                   |         | 220        | 516        | 51         |
| 2003 | 84.160   | 12.241.377 | 0,7      | 206       | 120             | 86              | 408                   |         | 217        | 470        | 51         |
| 2004 | 86.493   | 12.471.646 | 0,7      | 209       | 123             | 86              | 413                   |         | 222        | 504        | 51         |
| 2006 | 111.514  | 12.759.000 | 0,9      | 212       | 128             | 84              | 526                   |         | 252        | 489        | 51         |
| 2012 | 115.945  | 13.226.721 | 0,9      | 226       | 133             | 93              | 513                   |         | 271        | 420        | 54         |